# Karhisaari (ö i Saarijärvi, Saarijärvisjö)
Karhisaari är en ö i Finland. Den ligger i sjön Saarijärvi och i kommunen Saarijärvi i den ekonomiska regionen  Saarijärvi-Viitasaari och landskapet Mellersta Finland, i den centrala delen av landet, 280 km norr om huvudstaden Helsingfors. Öns area är 7,7 hektar och dess största längd är 370 meter i öst-västlig riktning.